# Trichepectasis rufescens
Trichepectasis rufescens là một loài bọ cánh cứng trong họ Cerambycidae.